# Anomala rugulipennis
Anomala rugulipennis är en skalbaggsart som beskrevs av Lin 1999. Anomala rugulipennis ingår i släktet Anomala och familjen Rutelidae. Inga underarter finns listade i Catalogue of Life.